# Лопхарі
Лопхарі́ (рос. Лопхари) — село у складі Шуришкарського району Ямало-Ненецького автономного округу Тюменської області, Росія. Адміністративний центр Лопхаринського сільського поселення.
Населення — 489 осіб (2010, 461 у 2002).
Національний склад станом на 2002 рік: ханти — 79 %.